# Conservatoire Rimski-Korsakov de Saint-Pétersbourg
Le Conservatoire Rimski-Korsakov de Saint-Pétersbourg est une prestigieuse école de musique russe située place du Théâtre. Premier établissement du genre en Russie, fondé en 1862 dans la ville qui était alors capitale de la Russie impériale, le conservatoire peut être fier de nombre de ses anciens élèves qui figurent aujourd'hui au panthéon de la musique classique. Il est aujourd'hui avec le Conservatoire Tchaïkovski de Moscou (fondé quelques années plus tard) un des hauts lieux de la tradition musicale russe.

## Histoire
Inauguré le 20 septembre 1862, la naissance du conservatoire est due aux efforts conjugués de plusieurs musiciens de la Société musicale russe parmi lesquels le pianiste et compositeur russe Anton Rubinstein (premier directeur et professeur de piano) et de célèbres artistes dont Teodor Leszetycki (piano), Henryk Wieniawski (jusqu’à 1868, remplacé par Leopold Auer), Karl Davidov (violoncelle).
Les personnes ayant terminé le cursus obtiennent le titre l'Artiste libre. L’année 1865 voit la première promotion des élèves du Conservatoire. L'un d’entre eux était le jeune Piotr Ilitch Tchaïkovski qui va devenir un des plus illustres compositeurs russes.
En 1867, sous la direction de Rubinstein, Orphée de Gluck a été mis en scène par les élèves.
En 1871, Nikolaï Rimski-Korsakov devient professeur de composition et d'orchestration. Sous sa direction, les programmes d'études d'harmonie (son manuel reste en usage même aujourd'hui) et de la théorie de composition sont coordonnés. Rimski-Korsakov enseigne au conservatoire jusqu'à la fin de sa vie ; parmi ses élèves, on compte Anton Arenski, Mykola Lyssenko, Anatoli Liadov, Nikolaï Miaskovski, Jāzeps Vītols, Maximilian Steinberg, Leo Zeitlin et de nombreux autres.
Vers la fin des années 1880, l’enseignement s'effectue en deux étapes : le cours préparatoire qui dure six ans, et la haute école qui dure quatre ans.
À la suite du déménagement de la troupe impériale d'opéra au théâtre Mariinsky, l'empereur Alexandre III ordonne de reconstruire le vieux bâtiment du Théâtre Bolchoï Kamenny pour les besoins du Conservatoire qui fête son 25e anniversaire en 1887. Le projet de reconstruction est confié à Vladimir Nicholas (1852―1901), architecte descendant d'une famille française. La reconstruction dure jusqu’en 1896. La même année, le Conservatoire s'installe dans ce bâtiment et y est encore.
La Révolution russe de 1905 influence la vie étudiante du conservatoire. Rimski-Korsakov, qui soutient les étudiants révolutionnaires, est suspendu. En signe de protestation, plusieurs professeurs quittent le conservatoire, dont Glazounov et Liadov. À la fin de l’année, le conservatoire n'est plus dépendant de la Société musicale russe et l'élection du directeur est libre. Glazounov est élu directeur, Rimski-Korsakov et d'autres professeurs sont rétablis dans leurs classes. Parmi les élèves du conservatoire de cette époque, on note Sergueï Prokofiev qui le termine comme compositeur et comme pianiste, et les violonistes Jascha Heifetz, Efrem Zimbalist et Nathan Milstein.

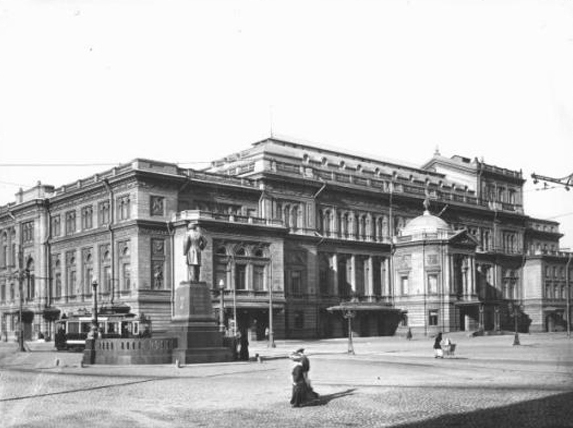
La place du théâtre et le conservatoire en 1913. Au premier plan on voit le monument consacré à Mikhaïl Glinka, maintenant transporté au fond du parc à droite

Après la Révolution d'Octobre, le Conservatoire devient une institution publique et passe sous la compétence du Narkompros. Les études sont gratuites. Dans les années 1920 sont établis les départements de direction d'orchestre et de mise en scène ainsi que le cycle de perfectionnement et la phonothèque. En 1923, la société de musique en quarts de ton est fondée au conservatoire par Gueorgui Rimski-Korsakov (petit-fils du célèbre compositeur). Ces années, malgré les conditions difficiles, voient l'épanouissement de l'avant-garde musicale soviétique représentée par les jeunes compositeurs, tout d'abord Dmitri Chostakovitch et Gavriil Popov. Chostakovitch termine le conservatoire en 1923 comme pianiste et deux ans plus tard comme compositeur, se rendant célèbre par sa première symphonie. Il enseigne au conservatoire de 1937 à 1948 et de 1961 à 1966. Le chanteur d'opéra ukrainien Sidor Belarsky (en) est diplômé du conservatoire de musique à cette époque en 1929,,,.
En même temps, les réformes bolchéviques des années 1920 ont mené à des « purges sociales » au conservatoire : certains étudiants d'origine « discutable » (c’est-à-dire issus de familles non-ouvrières) sont expulsés sous prétexte d'absence de perspectives. Parmi eux, on compte Gavriil Popov et le musicologue Mikhaïl Drouskine (tous deux réintégrés plus tard après intercession des professeurs).
Pour mieux préparer les candidats, l’école secondaire de dix classes et le collège musical ont été fondés en 1934. En 1938, le conservatoire de Léningrad est décoré de l’Ordre de Lénine et, en 1944, en hommage à Rimski-Korsakov dont on fête le centenaire de sa naissance, son nom est attribué au conservatoire, devenant ainsi conservatoire Rimski-Korsakov de Léningrad.
Au début de la Grande Guerre patriotique, le conservatoire est évacué à Tachkent, mais certains professeurs restent dans Léningrad et continuent à travailler malgré des conditions épouvantables pendant le siège de Léningrad.
Après la guerre, une nouvelle génération des musiciens se forme au conservatoire. Boris Tichtchenko, Valeri Gavriline, Isaak Schwarz, Sergueï Slonimski sont devenus célèbres comme compositeurs, formant « l’école de composition de Léningrad ». La classe d'Ilia Moussine donne des chefs d’orchestre connus dans tout le monde, tels que Iouri Temirkanov, Viktor Fedotov, Valeri Guerguiev, Semyon Bychkov, Vassili Sinaïski.

## Le conservatoire aujourd’hui

### Structure
Le Conservatoire de Saint-Pétersbourg comporte aujourd’hui six départements :
- département de piano (y compris les classes d'orgue et de clavecin, ainsi que la classe d’accompagnement au piano) ;
- département des instruments d'orchestre (y compris la classe de saxophone) ;
- département des instruments folkloriques russes (y compris la classe de guitare) ;
- département de composition et direction d’orchestre (y compris la classe de direction du chant) ;
- département de chant et mise en scène ;
- département de musicologie (y compris la classe des études en musique folklorique russe).

### Grande salle (Théâtre d'opéra et de ballet)
La salle comporte 1700 places. Aujourd'hui, c’est l’un des plus grands théâtres de Saint-Pétersbourg. Sur la scène sont présentés les spectacles montés par les élèves du Conservatoire.

### Petite salle (Salle Glazounov)
Au deuxième étage, la salle à 600 places est créée. La décoration de l'intérieur contient des éléments classiques mais aussi de style rococo. Le plafond peint par Andreï Riabouchkine en 1894 et représentant les personnages de la mythologie grecque appartenant au domaine de la musique (Apollon musagète, etc.) est changé plusieurs fois, puis détruit pendant la guerre et restauré en 1970.
En 1920, le nom d'Alexandre Glazounov est attribué à cette salle en hommage à son grand travail comme compositeur et directeur du conservatoire.
À la fin du XXe siècle, la grande reconstruction de la salle Glazounov est faite. L’inauguration a lieu le 18 mai 2001 et l'ouverture du premier festival, La semaine internationale des conservatoires coïncide avec cet événement.
À l’origine, la salle contient l'orgue construit par E. F. Walcker & Cie. En 1961, il est remplacé par l'instrument tchécoslovaque de Rieger-Kloss. En 2009, un nouvel orgue est installé, construit par Hermann Eule Orgelbau Bautzen. Il contient plus de 4 000 tuyaux et 56 jeux.

## Direction
- 1862-1867 Anton Rubinstein (1829-1894)
- 1867-1871 Nikolaï Zaremba (1821-1879)
- 1871-1876 Mikhaïl Azantchevski (1839-1880)
- 1876-1887 Karl Davydov (1838-1889)
- 1887-1891 Anton Rubinstein (1829-1894)
- 1891-1897 Julius Johannsen (1826-1901)
- 1897-1905 August Bernhard
- 1905-1928 Alexandre Glazounov (1865-1936)
- 1930-1933 Alexeï Machirov (1884-1943)
- 1935-1936 Veniamin Buchstein
- 1936-1939 Boris Zagourski (1901-1968)
- 1939-1952 Pavel Serebriakov (1909-1977)
- 1941-1943 Antonina Lebedeva en remplacement du recteur lors du siège de Léningrad
- 1943-1944 Grigori Fessietchko en remplacement du recteur lors du siège de Léningrad
- 1952-1962 Iouri Briouchkov (1903-1971)
- 1962-1977 Pavel Serebriakov (1909-1977)
- 1977-1979 Iouri Bolchianov (1922-2004)
- 1979-2002 Vladislav Tchernouchenko (1936)
- 2002-2004 Sergueï Roldouguine (1951)
- 2004-2008 Alexander Tchaikovsky (1946)
- 2008-2011 Sergueï Stadler (1962)
- 2011-2015 Mikhaïl Gantvarg (1947)
- 2015-     Alexeï Vassiliev (1971)